# 溫迪峰
溫迪峰（英語：Windy Peak），是南極洲的山峰，位於埃爾斯沃思地，處於魯瑟冰原島峰南端西南面3.7公里，屬於赫里蒂奇嶺的一部分，海拔高度1,910米，現時由南極條約體系管理。